# Округ Сасекс
Округ Сасекс (енгл. Sussex County) је округ у америчкој савезној држави Делавер. По попису из 2010. године број становника је 197.145. Седиште округа је град Џорџтаун.

## Демографија
Према попису становништва из 2010. у округу је живело 197.145 становника, што је 40.507 (25,9%) становника више него 2000. године.
| Група             | 2000.           | 2010.           |
| Белци             | 122.888 (78,5%) | 149.025 (75,6%) |
| Афроамериканци    | 23.319 (14,9%)  | 25.115 (12,7%)  |
| Азијати           | 1.172 (0,7%)    | 1.943 (1,0%)    |
| Хиспаноамериканци | 6.915 (4,4%)    | 16.954 (8,6%)   |
| Укупно            | 156.638         | 197.145         |